# アラスカ県
座標: 北緯64度 西経153度 / 北緯64度 西経153度

アラスカ県
Department of Alaska (英語)

アラスカ県の地図

- アメリカ陸軍（1867年 - 1877年)
- 合衆国財務省（1877年 - 1879年）
- アメリカ海軍（1879年 - 1884年）
- Organized incorporated territory（1884年）

アラスカ県（アラスカけん、英語: Department of Alaska）は、アメリカ合衆国による1867年のアラスカ購入から1884年のアラスカ地区創設までのアラスカの政府に与えられた呼称である。アラスカ県の時代は、アメリカ陸軍（1877年まで）、アメリカ合衆国財務省（1877年から1879年まで）、アメリカ海軍（1879年から1884年まで）とさまざまな管轄の下になっていたが、後にアラスカ地区となり、アラスカ準州からアラスカ州と変遷した。

## アラスカの購入
国務長官ウィリアム・スワードの教唆で、合衆国上院は1867年4月9日に720万ドル（2005年時点でインフレを考慮すると約9,075万ドル相当）でロシア帝国からロシア領アメリカを購入することを承認した。アメリカ国旗が同年10月18日（現在「アラスカの日」となっている）に掲げられた。所有権の変更と時を同じくして、当時の日付変更線が西に移動され、さらにアラスカはユリウス暦からグレゴリオ暦に改められた。そのため、1867年10月6日金曜日の次の日は1867年10月18日金曜日となった。日付変更線の移動によって2日続けて金曜日が来たことになる。
1867年10月18日の朝、USSオシピーがロシアの理事アレクセイ・ペストチョーロフとアメリカの理事ローウェル・H・ルソー将軍とを載せてシトカに到着した。その午後、250名のアメリカ兵、80名のロシア兵、ロシア・アメリカ会社の支配人ドミトリー・マクストフとその妻、および地元住民の集団が知事公舎（「バラノフ・キャッスルヒル」と呼ばれるようになったもの）前の国旗掲揚台に集合し、ロシア国旗が降ろされアメリカ合衆国国旗が掲揚されるのを見つめた。
それぞれの国旗のために2門の祝砲が撃たれ、それぞれの理事が短い挨拶をした。おそらくは指示を間違えたのだろうが、ロシア兵はその国旗を千切ってしまい、続いてそれを落とした。旗は漂い流れ、ロシア守備兵の捧げられた銃剣の一部に引っ掛かった。マクストフの妻はその光景を見て気絶したと言われている。
伝説によれば、アラスカの最初のアメリカ側管理人はポーランド人移民のヴワミエシュ・クシジャノフスキだったということである。しかし、「アンカレッジ・デイリーニューズ」ではこの主張を支持あるいは反証する決定的な情報を見つけることはできない。アラスカの買収は「スワードの愚行」あるいは「スワードの冷蔵庫」と言われ、当時の合衆国では評判が良くなかった。しかし後に金が発見されたことで、この買収が賢明だったことが分かった。アラスカは毎年3月の最終月曜日をスワードの日と呼んで購入を祝っている。

## アラスカの探検
アメリカ合衆国がアラスカを購入したとき、広大な地域はまだ探検隊が入ったことのない土地だった。1865年、ウエスタンユニオンがアラスカからベーリング海峡を抜けてアジアを結ぶ電信線を敷設することを決めた。ウエスタンユニオン測量隊に参加したロバート・ケニコットはその隊員を伴って、ユーコン川の岸にあるヌラトに達した。ケニコットは翌年死に、ウィリアム・H・ドールが科学的事項を担当した。ウエスタンユニオン遠征隊はこの地域の最初の科学的な調査を行い、ユーコン川の全域の地図が作られた。同しく1866年、大西洋海底通信線の敷設に成功し、アラスカ陸路の計画は中断された。ドールは何度もアラスカに戻り、地形的な記録と命名を行った。
ロシア・アメリカ会社の権益を継承したアラスカ商業会社（ACC）も1890年代のアラスカ探検に寄与し、内陸の多くの川沿いに交易所を設けた。罠猟師や交易業者の小さな隊が内陸に入り、連邦政府はこの地域にほとんど投資をしなかったが、軍の士官達が時として独自に探検を行った。フレデリック・シュワトカ中尉とその一隊は4ヶ月の旅でカナダのリンドマン湖からユーコン川を下り、ベーリング海の河口近くにあるセントマイケルまで達した。1885年、ヘンリー・T・アレン中尉と他の4人はアラスカ湾を発ち、カッパー川を辿って山脈を横切り、タナナ川を下ってユーコン川に出、続いて陸路をカウンティ川とコユクク川まで進んだ。アレンはコユクク川を遡り、続いてユーコン川を下って戻り、海岸のウナラキートまで進み、最後にセントミカエルに行くことで、アラスカ内陸の1,500マイル (2400 km)を走破した。